# Herb powiatu kazimierskiego

Herb powiatu w latach 2005-2009

Herb powiatu kazimierskiego – jeden z symboli powiatu kazimierskiego, ustanowiony 26 kwietnia 2005, ze zmianą 6 listopada 2009.

## Wygląd i symbolika
Herb przedstawia na tarczy dwudzielnej w słup w polu prawym czerwonym głowa żubra czarna przebita mieczem w skos (godło herbu Pomian), w polu lewym błękitnym krzyż patriarchalny złoty.